# Ramosch
Ramosch (tot 1943 officieel in het Duits Remüs) is een plaats en voormalige gemeente in het Zwitserse kanton Graubünden, behorend tot de gemeente Valsot. Het telde eind 2012 als afzonderlijke gemeente 485 inwoners. In 2013 fuseerde Ramosch met Tschlin tot de gemeente Valsot.

## Geboren
- Luisa Famos (1930-1974), schrijfster

## Overleden
- Luisa Famos (1930-1974), schrijfster

## Galerij

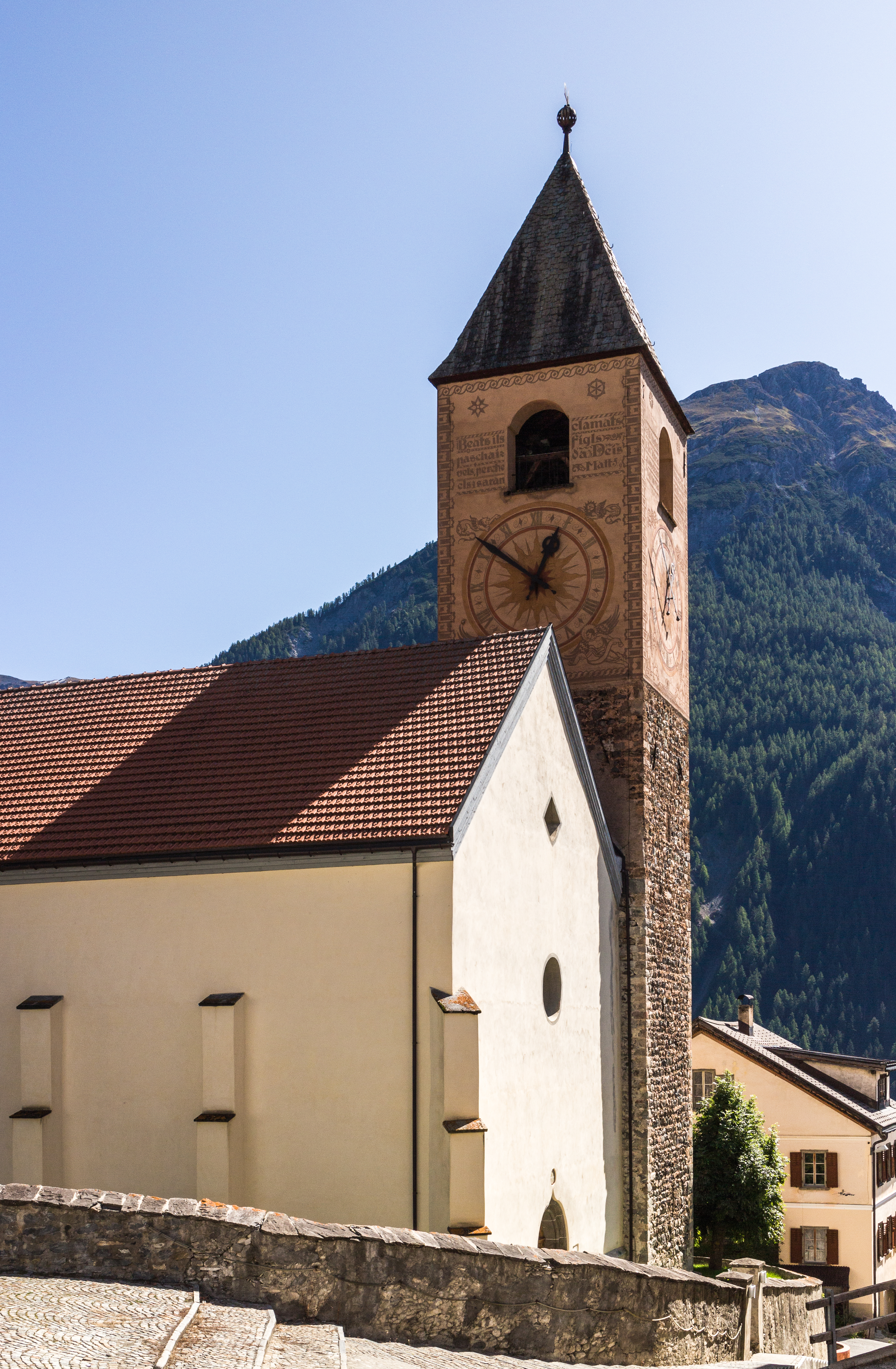
Kerktoren van de St. Florinus kerk in Ramosch.
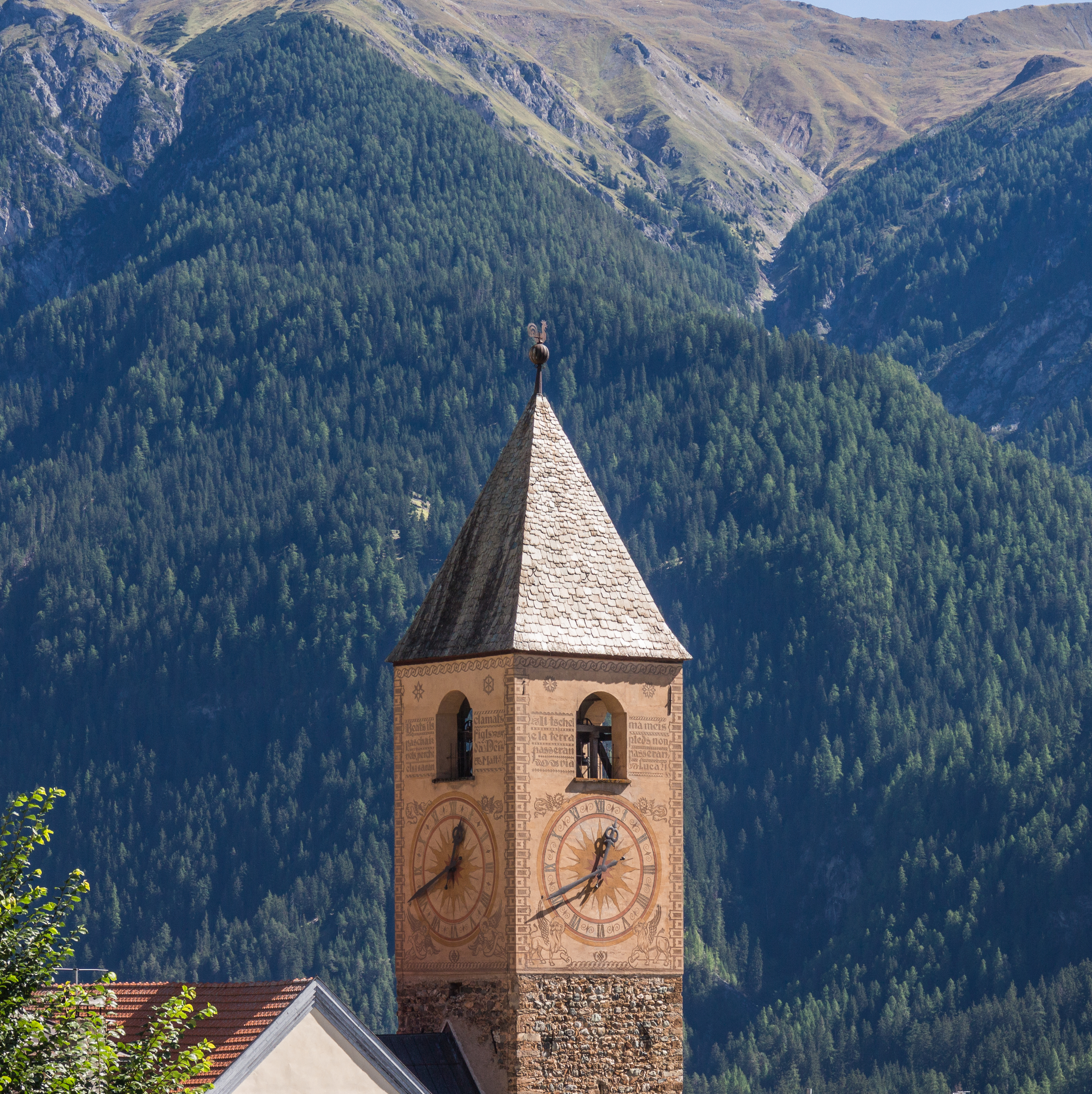
Detail van de kerktoren.
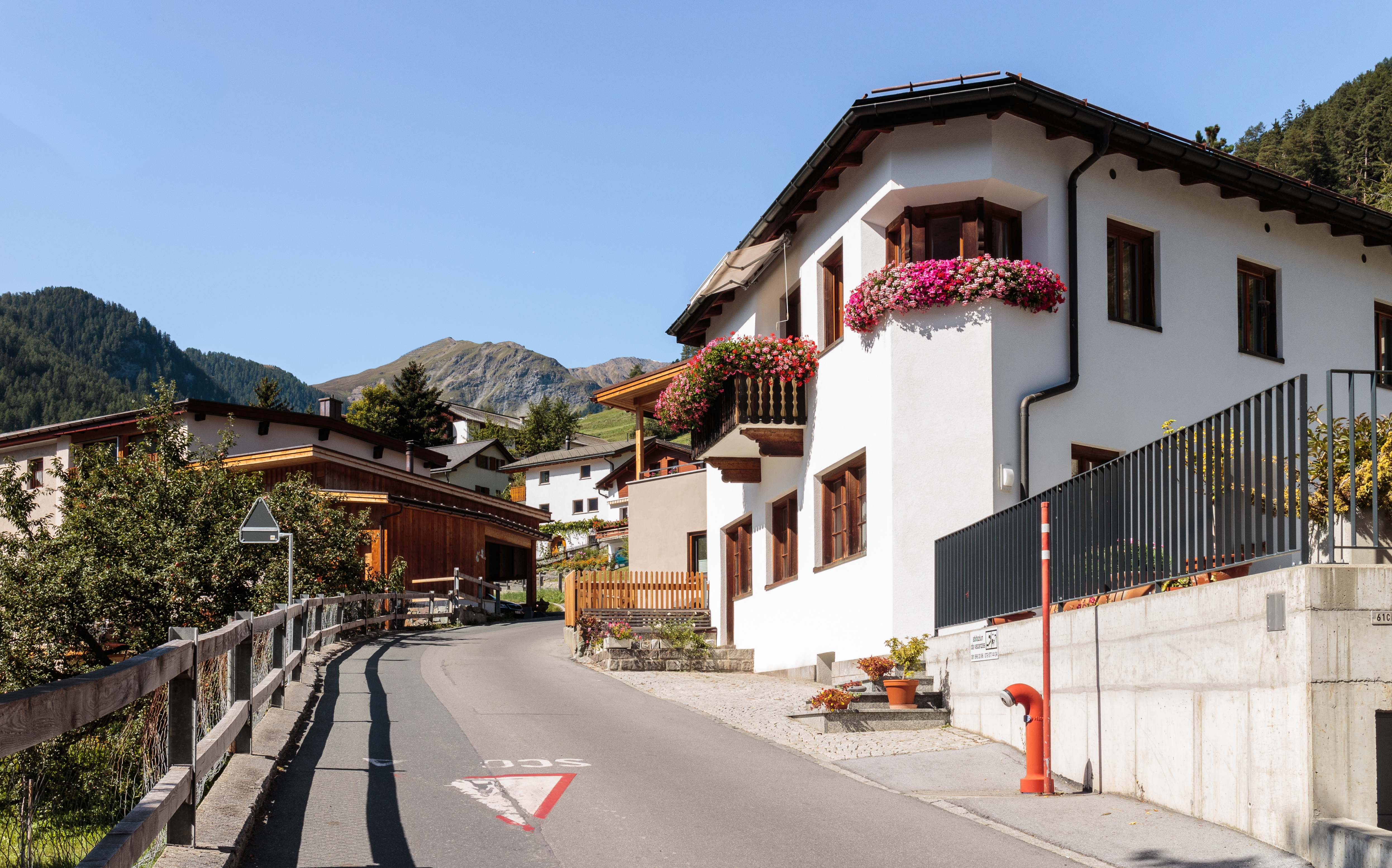
Straat in Ramosch.
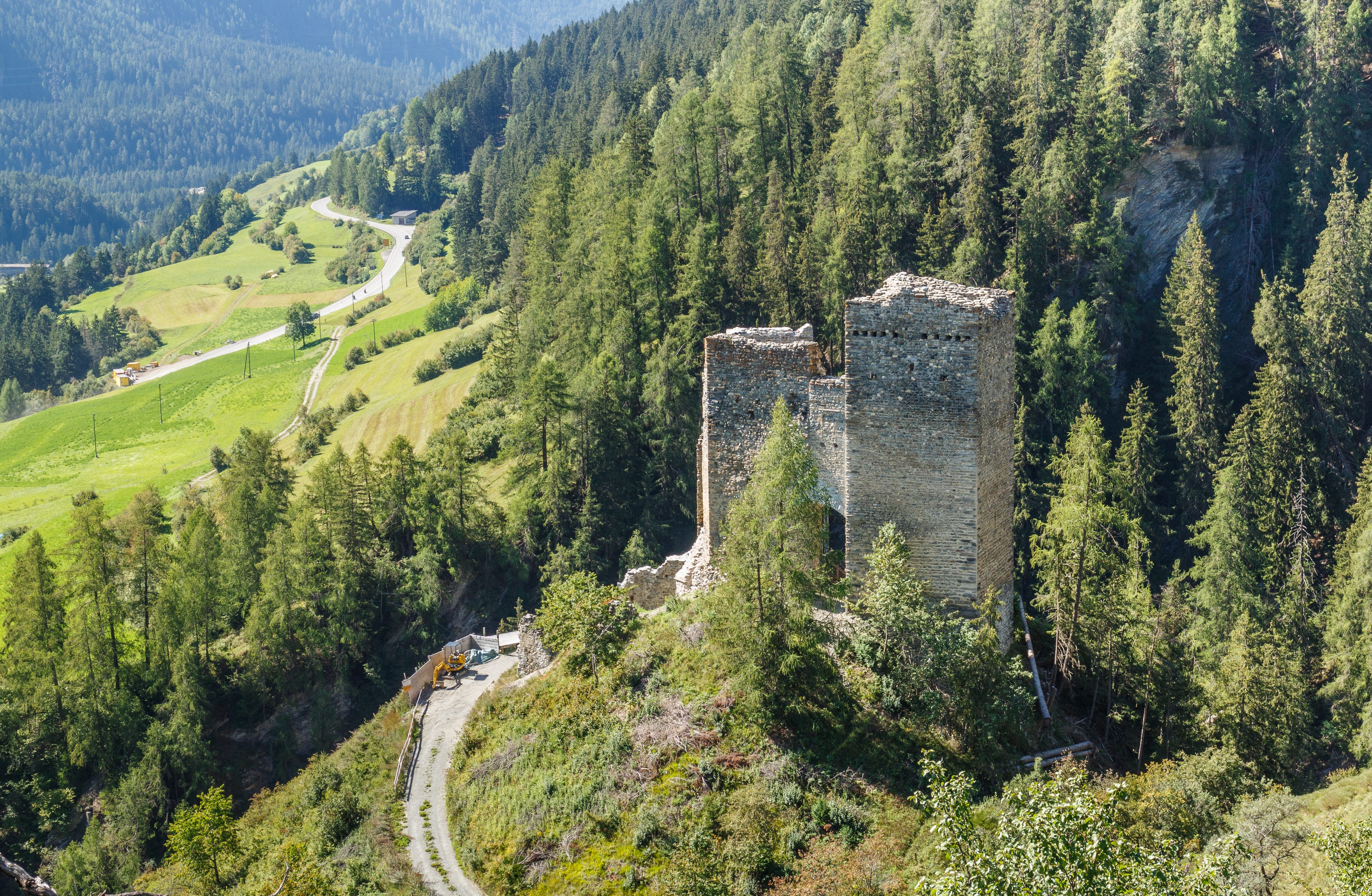
Burg Tschanüff in Ramosch Oost zijde.

- Gemeinsame Normdatei: 4335512-2
- Historisch woordenboek van Zwitserland: 001526
- Historical Dictionary of Switzerland#Lexicon_Istoric_Retic: 2627
- Virtual International Authority File: 246260085
- WorldCat: E39PBJqqt7tdv489j6tYtbcwYP